# استان لیماری
استان لیماری (به اسپانیایی: Provincia de Limarí) یک استان در شیلی است که در منطقه کوکیمبو واقع شده‌است.

## خصوصیات
استان لیماری ۱۳٬۵۵۳٫۲ کیلومترمربع مساحت و ۱۶۱٬۹۵۰ نفر جمعیت دارد.